# Olivier Tuinier
Olivier Tuinier (Amsterdam, 19 juni 1982) is een Nederlands voormalig acteur.

## Biografie
In de jaren 90 is Tuinier bekend geworden met enkele films waaronder Het Zakmes, De kleine blonde dood en De Tasjesdief. Zijn laatste film was de eindexamenfilm Paradiso. Daarna heeft hij besloten te stoppen met acteren. Ondanks deze keuze speelde hij in 2006 in Afblijven nog een kleine rol.
Na zijn acteercarrière werd Tuinier dj. Hij draait onder de naam O.Boogie.

## Filmografie
- 1990 - Kinderen van Waterland - Spijker Leemhuis
- 1991 – Jiskefet – gastrol in aflevering 4 van seizoen 2
- 1992 – Het Zakmes – Mees Grobben
- 1993 – Mus – Paultje
- 1993 – De kleine blonde dood – Mickey
- 1995 – De Tasjesdief – Alex van Schijndel
- 1996 – Mamma's proefkonijn – Steven Ohm
- 1998 – Blazen tot honderd – Maurits
- 2001 – Paradiso (eindexamenfilm) – Jeroen
- 2006 – Afblijven – DJ Donnie Don